# گوتلاند

جزایر گوتلاند

گوتلاند (به سوئدی: Gotland) یک شهر و استان از کشور سوئد است و بزرگترین جزیره در دریای بالتیک می‌باشد که دارای مساحت ۳٫۱۴۰ کیلومتر مربع است و کمتر از یک درصد از خاک سوئد را تشکیل می‌دهد.
این استان همچنین شامل چند جزیرهٔ کوچک در شمال و غرب جزیره اصلی است. بر اساس سرشماری سال ۲۰۰۶، جمعیت این استان ۵۷٫۳۱۷ نفر است؛ که از این تعداد ۲۲٫۶۰۰ نفر در منطقه شهری زندگی می‌کنند و منبع درآمد اصلی مردم کشاورزی و تولید بتن از سنگ آهک استخراجی از معادن جزیره است.